# Archidiocèse de Monaco
L'archidiocèse de Monaco (latin : archidioecesis Monoecensis ; monégasque : arcidio̍cesi de Mu̍negu) est une circonscription territoriale de l'Église catholique. Il couvre le territoire de la principauté de Monaco et relève immédiatement du Saint-Siège.
Érigée en 1868, l'abbaye territoriale des Saints-Nicolas-et-Benoît (abbatia Sanctorum Nicolai et Benedicti) est élevée au rang de diocèse (dioecesis Monoecensis) dès 1887 puis d'archidiocèse en 1981.
Le diocèse participe au Conseil des conférences épiscopales d’Europe (CCEE), avec une quarantaine d’autres membres.

## Histoire brève
Par le décret Pastoris aeterni du 30 avril 1868, la Sacrée Congrégation consistoriale érige l'abbaye territoriale des Saint-Nicolas-et-Benoît. Administrée par un abbé mitré, son territoire couvre la principauté de Monaco.
Le diocèse de Monaco naît, à l'issue de longues négociations, avec la bulle pontificale Quemadmodum Sollicitus Pastor de Léon XIII, datée du 15 mars 1887. La bulle érige l'abbaye nullius dioecesis créée en 1868, et administrée alors par Charles Theuret, Grand Aumônier du prince — elle avait été administrée auparavant par divers vicaires généraux et par l'évêque de Vintimille (Italie) —, en évêché dépendant directement de Rome.
En 1981, par la bulle Apostolica haec, en date du 30 juillet — dont la forme est celle d'un Traité International —, le pape Jean-Paul II élève le siège épiscopal de Monaco à la dignité de siège archiépiscopal en compensation de la renonciation du Prince au droit de patronat et de collation qu'il exerçait jusqu'alors.

## Archevêque
Depuis 2020, Dominique-Marie David est archevêque de Monaco.
De 2000 à 2020, l'archevêque était Bernard Barsi. À ce titre, il a présidé aux différents offices du décès du prince Rainier III, de l'avènement puis de l'intronisation d’Albert II.
Il est aussi Grand-Aumônier du Prince de Monaco.
Bien que n'appartenant pas strictement à la Conférence des évêques de France, l'archevêque de Monaco en suit régulièrement les réunions et travaux.

## Extension territoriale
Le 1er septembre 2001, quatre paroisses limitrophes de la Principauté, Beausoleil, Cap-d'Ail, La Turbie et Peille se regroupent en une seule paroisse, la paroisse du Saint-Esprit. Par convention entre l'évêque de Nice, Jean Bonfils et l'archevêque de Monaco, Bernard Barsi, cette paroisse est rattachée pastoralement au diocèse de Monaco, tout en restant sous l'autorité juridictionnelle et financière de l'évêché de Nice.

## Liste des abbésnullius, évêques et archevêques de Monaco
1. Abbés nullius de Monaco :
  1. 1868-1871 : Romaric Flugi. Dom Romaric est le frère du père putatif du poète Guillaume Apollinaire.
  2. 1871-1874 : Léandre de Dou, administrateur de l'abbaye
  3. 1874-1875 : Hildebrand Marie Dell'Oro di Giosuè
  4. 1875-1877 : Laurent Biale, administrateur de l'abbaye et évêque de Vintimille
  5. 1877-1878 : Émile Viale
  6. 1878-1887 : Charles Theuret
2. Évêques de Monaco :
  1. 1887-1901 : Charles Theuret, précédemment évêque titulaire d'Hermopolis Maior (de)
  2. 1903-1915 : Jean-Charles Arnal du Curel
  3. 1916-1918 : Gustave Vié
  4. 1920-1924 : Georges Bruley des Varannes
  5. 1924-1936 : Auguste-Maurice Clément
  6. 1936-1953 : Pierre Rivière
  7. 1953-1962 : Gilles Barthe
  8. 1962-1971 : Jean Rupp
  9. 1972-1980 : Edmond Abelé
3. Archevêques de Monaco :
  1. 1981-1984 : Charles-Amarin Brand
  2. 1985-2000 : Joseph Sardou
  3. 2000-2020 : Bernard Barsi
  4. 2020- : Dominique-Marie David